# 1170
1170 (MCLXX) fue un año común comenzado en jueves del calendario juliano.

## Acontecimientos
- 9 de mayo: la localidad de Checano (en el centro de Italia) es destruida por un violento terremoto, que también causó daños en el sur del país y en Sicilia.
- 29 de junio: un terremoto de 7,7 sacude Siria.
- 1 y 2 de noviembre: en los Países Bajos, se produce la Inundación de Todos los Santos de 1170, en que el Mar del Norte ingresa en el país al superar las dunas que formaban un terraplén natural. Según los Annales egmundenses, la ciudad de Utrecht (Holanda) quedó inundada.
- Nace Fibonacci, un matemático italiano.
- Fernando II de León encomienda la defensa de la ciudad de Cáceres a los Fratres, nace la Orden de Santiago.
- Céntulo III de Bigorra se infeuda a Alfonso II de Aragón, recibiendo a cambio el título de Conde de Pallars Sobirá y conde de Ribagorza, recibiendo la tenencia del Valle de Arán.

## Nacimientos
- 23 de abril: Isabel de Henao, aristócrata francesa (f. 1190), reina consorte de Francia entre 1180-1190 como primera esposa del rey Felipe II.
- Felipe de Alemania, hijo del emperador Federico I Barbarroja.
- Rodrigo Jiménez de Rada, arzobispo de Toledo (España). Nació en la localidad española de Puente la Reina (Navarra).
- Leonardo de Pisa  matemático italiano, también conocido como Fibonacci.
- Lope Díaz II de Haro, señor de Vizcaya.
- Santo Domingo de Guzmán. Nació en la localidad española de Caleruega (Burgos (Castilla y León)
- Walther von der Vogelweide, poeta lírico alemán.

## Fallecimientos
- 29 de diciembre: Thomas Becket, arzobispo de Canterbury.  (n. 1118).
- Hugo de Ibelín, noble del Reino de Jerusalén.
- Lope Díaz I de Haro, señor de Vizcaya.